# موچو
موچو (به ترکی آذربایجانی: Muçu) یک منطقه مسکونی در جمهوری آذربایجان است که در شهرستان قوبا واقع شده است. موچو ۴۹۲ نفر جمعیت دارد و بیشتر مردم آن از تات‌های قفقاز هستند.